# Memoriał Primo Nebiolo 2012
13. Memoriał Primo Nebiolo – międzynarodowy mityng lekkoatletyczny, które odbył się 8 czerwca 2012 na Stadio Primo Nebiolo w Parco Ruffini w Turynie. Zawody znalazły się w kalendarzu European Athletics Outdoor Premium Meetings w związku z czym należą do grona najważniejszych mityngów organizowanych w Europie pod egidę Europejskiego Stowarzyszenia Lekkoatletycznego.

## Rezultaty

### Mężczyźni
| Konkurencja:               | 1. miejsce           | Rezultat   | 2. miejsce        | Rezultat | 3. miejsce      | Rezultat |
| Bieg na 100 m              | Dwain Chambers       | 10,29      | Su Wai'bou Sanneh | 10,39    | Gérard Kobéané  | 10,57    |
| Bieg na 400 m              | Pavel Maslák         | 45,17 NR   | Marcus Boyd       | 46,09    | Marco Vistalli  | 46,23    |
| Bieg na 800 m              | Mohamed Ahmed Hamada | 1:44,98 NR | Musaeb Bala       | 1:46,12  | Mor Seck        | 1:47,13  |
| Bieg na 5000 m             | Ezekiel Meli         | 13:22,90   | Thomas Ayeko      | 13:23,25 | Tonny Wamulwa   | 13:26,09 |
| Bieg na 110 m przez płotki | Siergiej Szubienkow  | 13,21      | Garfield Darien   | 13,28    | Emanuele Abate  | 13,28 NR |
| Skok wzwyż                 | Iwan Uchow           | 2,25       | Filippo Campioli  | 2,20     | Silvano Chesani | 2,15     |

### Kobiety
| Konkurencja:               | 1. miejsce          | Rezultat | 2. miejsce            | Rezultat | 3. miejsce        | Rezultat |
| Bieg na 100 m              | Martina Amidei      | 11,52    | Audrey Alloh          | 11,46    | Ilenia Draisci    | 11,66    |
| Bieg na 800 m              | Yuneisy Santiusty   | 2:00,93  | Marta Milani          | 2:02,65  | Tintu Luka        | 2:02,71  |
| Bieg na 100 m przez płotki | LoLo Jones          | 12,97    | Julija Kondakowa      | 12,97    | Micol Cattaneo    | 13,13    |
| Skok wzwyż                 | Ariane Friedrich    | 1,92     | Chaunté Howard        | 1,92     | Svetlana Radzivil | 1,92     |
| Trójskok                   | Simona La Mantia    | 14,29    | Wiktorija Walukiewicz | 14,14    | Patricia Sarrapio | 13,82    |
| Pchnięcie kulą             | Christina Schwanitz | 18,99    | Chiara Rosa           | 18,06    | Jessica Cérival   | 17,31    |

## Rekordy
Podczas mityngu ustanowiono 3 krajowe rekordy w kategorii seniorów:
| Zawodnik             | Reprezentacja | Konkurencja                     | Rezultat |
| -------------------- | ------------- | ------------------------------- | -------- |
| Pavel Maslák         | Czechy        | bieg na 400 metrów              | 45,17    |
| Mohamed Ahmed Hamada | Egipt         | bieg na 800 metrów              | 1:44,98  |
| Emanuele Abate       | Włochy        | bieg na 110 metrów przez płotki | 13,28    |